# Wanfercée-Baulet
Wanfercée-Baulet is een dorp in de Belgische provincie Henegouwen, en een deelgemeente van de Waalse stad Fleurus. Wanfercée-Baulet was een zelfstandige gemeente, tot die bij de gemeentelijke herindeling van 1977 toegevoegd werd aan de gemeente Fleurus.

## Demografische ontwikkeling
- Bronnen:NIS, Opm:1831 tot en met 1970=volkstellingen, 1976= inwoneraantal op 31 december

## Geboren in Wanfercée-Baulet
- Chantal Mouffe (1943), politicoloog